# Miyakojima, Okinawa
Miyakojima (宮古島市 Miyakojima-shi?) este un municipiu din prefectura Okinawa a Japoniei. Miyakojima are o suprafață de 204.54 km², în 1 ianuarie 2008, o populație de 52,777 și densitatea populației de 258 pe km².

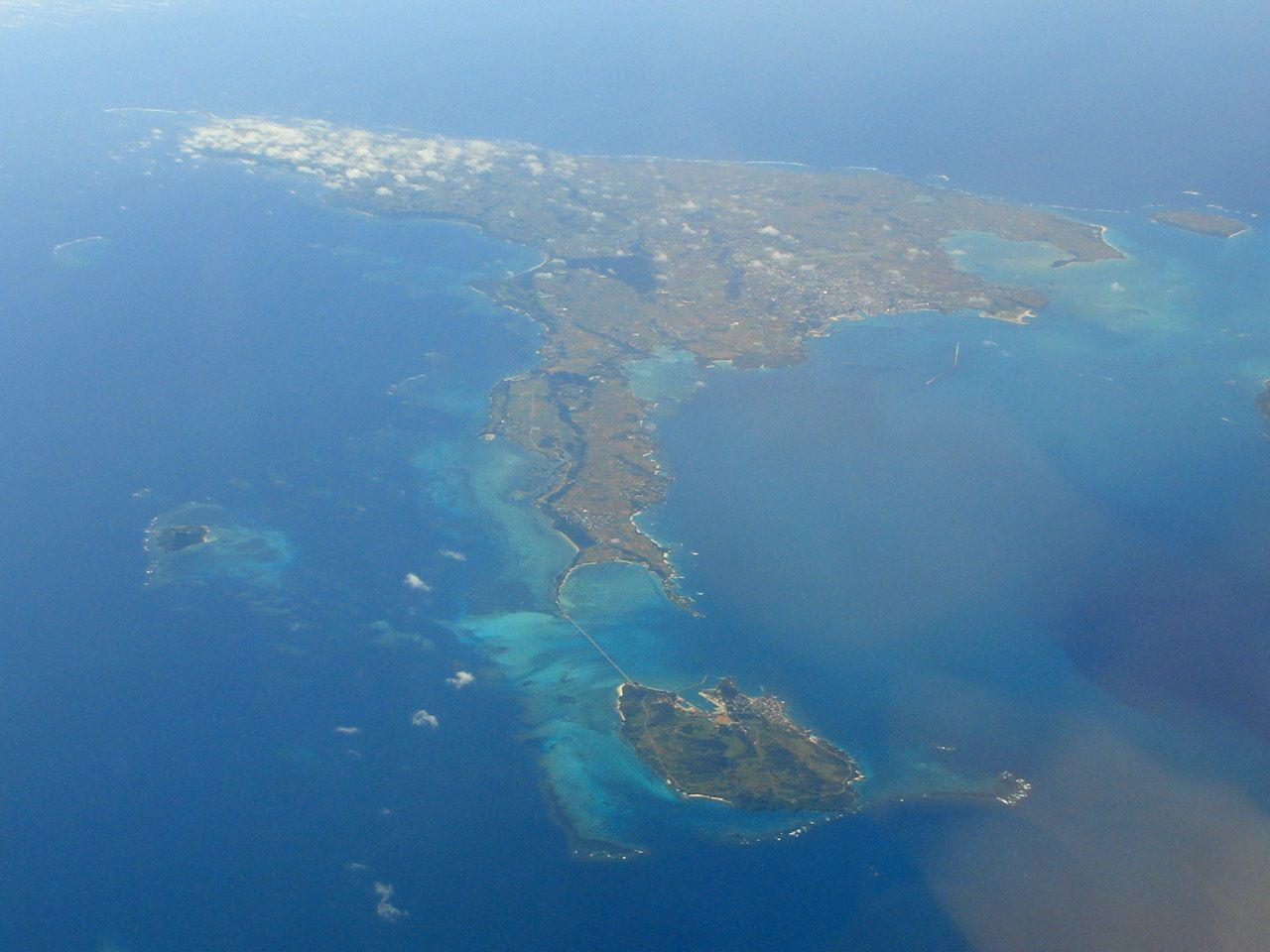
Vedere din avion

Municipiul este situat pe câteva insule din arhipelagul Ryukyu. Insulele incluse sunt:
- Miyako-jima
- Ikemajima
- Ōgamijima
- Irabujima
- Shimojishima
- Kurimajima